# 윤소영 (1954년)
윤소영(1954년 ~ )은 마르크스주의 경제학 관련 저술가이며 연구자이다. 1984년부터 2019년까지 한신대학교 국제경제학과 교수로 재직하였으며 현재는 은퇴하였다.

## 생애
1954년 서울에서 출생했으며 1973년 서울대학교 경제학과에 입학하였다. 1986년 서울대학교에서 경제학 박사 학위를 받았고, 1984년부터 2019년까지 한신대학교 국제경제학과에 재직하였다.
1980년대 운동권 민중 민주(PD)계열의 이론적 기초가 된 신식민지국가독점자본주의론(독점강화 종속심화 테제)을 정초했다. 1990년대에는 알튀세르와 발리바르의 경제학 비판과 이데올로기 비판을 중심으로 한 마르크스주의의 재구성 또는 전화 작업을 소개하는 데 주력했고, 2000년대부터는 자신의 작업을 '마르크스주의의 일반화'(일반화된 마르크스주의)라는 개념으로 정의하고 있다.
1994년 6월 10일부터 과천연구실이라는 연구소를 이끌고 있다.

## 저서 및 역서
- 《에티엔 발리바르의 '정치경제(학) 비판': '비판의 비판'을 위하여》, 1987
- 《루이 알튀세르》, 1991
- 《맑스주의의 역사》, 1991
- 《알튀세르와 마르크스주의의 전화》, 1993
- 《마르크스주의의 전화와 `인권의 정치':알튀세르를 위하여》, 1995
- 《마르크스의 철학, 마르크스의 정치》, 1995
- 《알튀세르를 위한 강의:`마르크스주의의 일반화'를 위하여》, 1996
- 《알튀세르와 라캉: '프로이트-마르크스주의'를 넘어서》, 1996
- 《알튀세르의 현재성:마르크스, 프로이트, 스피노자》, 1996
- 메이너드 솔로몬 외, 《베토벤: '윤리적 미' 또는 '승화된 에로스'》, 1997
- 《일반화된 마르크스주의와 역사적 자본주의 분석》, 1998
- 《신자유주의적 '금융 세계화'와 '워싱턴 콘센서스': 마르크스적 비판의 쟁점들》, 1999
- 《이윤율의 경제학과 신자유주의 비판》, 2001
- 《마르크스의 `경제학 비판'》, 2001
- 《마르크스의 `경제학 비판'과 소련사회주의》, 2002
- 《마르크스의 `경제학 비판'과 평의회 마르크스주의》, 2003
- 《마르크스의 `경제학 비판'과 대안세계화 운동》, 2003
- 에티엔 발리바르 외, 《`인권의 정치'와 성적 차이》, 2003
- 《역사적 마르크스주의: 이념과 운동》, 2004
- 《마르크스의 `경제학 비판' (개정판)》, 2005
- 《일반화된 마르크스주의 개론》, 2006
- 《일반화된 마르크스주의의 쟁점들》, 2007
- 《일반화된 마르크스주의 경계들》, 2007
- 《헤겔과 일반화된 마르크스주의》, 2007
- 앨리슨 스톤 외, 《헤겔과 성적 차이의 페미니즘》, 2007
- 《일반화된 마르크스주의와 대안좌파》, 2008
- 《일반화된 마르크스주의와 대안노조》, 2008
- 《일반화된 마르크스주의 개론(개정판)》, 2008
- 《금융위기와 사회운동노조》, 2008
- 《마르크스의 '자본'》, 2009
- 《2007-09년 금융위기》, 2009
- 《2007-09년 금융위기 논쟁》, 2010 (공저)
- 《현대경제학 비판》, 2011
- 《사회과학 비판》, 2011 (공저)
- 《역사학 비판》, 2012
- 《문학 비판》, 2012[1]
- 《2010-12년 정세분석》, 2013
- 《봉건제론: 역사학 비판》, 2013
- 《일반화된 마르크스주의 세미나》, 2014 (공저)
- 《한국자본주의의 역사: 한국사회성격 논쟁 30주년》, 2015
- 《'한국의 불행': 한국현대지식인의 역사》, 2016
- 《위기와 비판》, 2017
- 《재론 위기와 비판》, 2018[2][3]
- 《한국사회성격 논쟁 세미나 I》, 2020[4]
- 《한국사회성격 논쟁 세미나 II》, 2020[5]
- 《문재인 정부 비판》, 2020 (공저)
- 《재론 문재인 정부 비판》, 2021 (공저)
- 《한국사회성격 논쟁 세미나 III》, 2022
- 《한국사회성격 논쟁 세미나 IV》, 2024
- 《자유주의의 역사: 인민주의 비판을 위하여》, 2025 (공저)